# 1926年8月法国联合航空布莱里奥155型飞机空难
1926年8月18日，一架隶属于法国联合航空（Air Union）的布莱里奥 155 型飞机（注册编号F-AIEB）在英格兰肯特郡赫斯特发生坠机事故。这架飞机在恶劣天气下尝试迫降时撞上了一座谷仓并坠毁。事故导致两名乘客当场遇难，飞行员于次日因伤去世。

## 飞机信息
失事飞机为注册编号F-AIEB、名为“威尔伯·莱特”的布莱里奥 155 型c/n 2飞机。该机于1926年被注册至法国联合航空，失事时总飞行时长为47¼小时。 

## 事故
1926年8月18日，这架布莱里奥 155 型飞机于当地时间12时30分（格林尼治时间11时30分）从巴黎勒布尔歇机场起飞，计划飞往克罗伊登机场。机上有飞行员、机械师及13名乘客。 格林尼治时间下午1时56分，飞机向圣因格尔韦尔特机场发出无线电报告，称正在飞越贝尔克海岸。飞机在能见度恶劣的条件下横穿了英吉利海峡，当时大雨连绵。 下午1时15分，利姆普恩机场的天气报告显示当时连续降雨伴随大雾，能见度为500码（约460米），云底高度低于150英尺（约46米）。能见度在之前的20分钟内已经减半。据报道，飞机在飞越英国海岸时，一台发动机发生故障。下午2时30分，飞行员试图在赫尔斯特奥尔丁顿学院农场的一片农田中迫降，该地位于利姆普恩机场以西约5英里（约8.0公里）。飞机撞上了一座谷仓的屋顶，随后撞向三堆草垛，最终坠落到地面。农场主和两名农场工人距飞机仅10英尺（约3.0米）。13名乘客中有2人在坠机中丧生，机组人员及其余11名乘客均受伤。飞行员身受重伤，于8月19日在医院去世。
农场主和农场工人从坠毁的飞机中救出了伤者。两名乘客自己从残骸中脱困，其他11名乘客则伤势更为严重。在事故中，他们被抛向前方，一名女性甚至被挤出了机身。当地医生赶到现场协助伤者撤离，他们临时用障碍物制成简易担架，将伤者转移到谷仓内，等待从阿什福德、海斯和利姆普恩赶来的救护车。伤者随后被送往福克斯通的医院，数位伤者身体多处骨折。
1926年8月19日，在学院农场对两名乘客的死亡展开了调查。调查证据表明，飞机接受了行前检查，并由法国船级社签发了适航证书。证据显示，该飞机在三台发动机运行的情况下依然能够飞行。两名乘客的死因均为肺部破裂。陪审团裁定，两人均属意外死亡。对飞行员的死亡调查于8月26日在福克斯通进行。  调查证据显示，该飞行员经验丰富，他在第一次世界大战期间便开始在法国陆军担任飞行员，并已在法国联合航空工作三年。调查最终裁定飞行员为意外死亡。

## 伤亡情况
| 国籍   | 机组 | 乘客 | 死亡 | 受伤 |
| ------ | ---- | ---- | ---- | ---- |
| 美国   | –    | 8    | 1    | 7    |
| 英国   | –    | 4    | –    | 4    |
| 法国   | 2    | –    | 1    | 1    |
| 意大利 | –    | 1    | 1    | –    |
| 总数   | 2    | 13   | 3    | 12   |